# Rəşəd Əhmədov
Rəşəd Əhmədov (Yevlax, URSS, 5 de enero de 1981) es un deportista azerbaiyano que compitió en taekwondo. Ganó dos medallas en el Campeonato Mundial de Taekwondo en los años 2003 y 2009, y cuatro medallas en el Campeonato Europeo de Taekwondo entre los años 2002 y 2006.
Participó en dos Juegos Olímpicos de Verano en los años 2004 y 2008, su mejor actuación fue un cuarto puesto logrado en Atenas 2004 en la categoría de –80 kg.

## Palmarés internacional
| Campeonato Mundial | Campeonato Mundial                | Campeonato Mundial | Campeonato Mundial |
| Año                | Lugar                             | Medalla            | Categoría          |
| ------------------ | --------------------------------- | ------------------ | ------------------ |
| 2003               | Garmisch-Partenkirchen (Alemania) | Medalla de bronce  | –72 kg             |
| 2009               | Copenhague (Dinamarca)            | Medalla de bronce  | –80 kg             |
| Campeonato Europeo |                                   |                    |                    |
| Año                | Lugar                             | Medalla            | Categoría          |
| 2002               | Samsun (Turquía)                  | Medalla de plata   | –72 kg             |
| 2004               | Lillehammer (Noruega)             | Medalla de bronce  | –78 kg             |
| 2005               | Riga (Letonia)                    | Medalla de bronce  | –78 kg             |
| 2006               | Bonn (Alemania)                   | Medalla de plata   | –78 kg             |